# Brachythecium quelpaertense
Brachythecium quelpaertense är en bladmossart som beskrevs av Jules Cardot 1911. Brachythecium quelpaertense ingår i släktet gräsmossor, och familjen Brachytheciaceae. Inga underarter finns listade i Catalogue of Life.